# Auterne
L'Auterne est un ruisseau, affluent de la rivière Aveyron.
Son bassin versant, d'une surface de 37 km², s'étend sur les communes de la Loubière, Onet-le-Château, Rodez et Sébazac-Concourès.
Il rejoint l'Aveyron en rive droite au lieu-dit Saint-Cloud, sur la commune de Rodez.
Ses affluents sont :
- en rive droite : le ruisseau de Fontanges et le ruisseau de Lapanouse,
- en rive gauche : le ruisseau de Saint-Mayme.